# Karulai Nemzeti Park
A Karulai Nemzeti Park (észtül: Karula rahvuspark) Észtország déli részén, Võru és Valga megyében található nemzeti park. 1979-ben tájvédelmi körzetként hozták létre, 1993 óta pedig Észtország legkisebb nemzeti parkja.

## Földrajza
1979-ben tájvédelmi körzetként hozták létre, 1993 óta nemzeti park. Területe 11 097 hektár, amely a Karulai-dombság mintegy harmadát fedi le. A felszínt döntően a jégkorszakok idején a jégtakaró alakította ki. Legmagasabb pontja a 137 m magas Rebasejärve Tornimägi. A nemzeti park tájai változatosak. A terület 70%-át borító erdők mellett számos kisebb láp, 38 tó, valamint számos tó és patak található. A legnagyobb tó az Ähijärv, amelynek vízfelülete 176,2 hektár.
A terület főként a korábbi Karula községet foglalja magába, ahol a vidéki hagyományok megmaradtak. Ma körülbelül 200 ember él állandóan a nemzeti park határain belül, akik leginkább a dél-észt võro dialektust beszélik anyanyelvükként. A nemzeti park területén 157 történelmi gazdaság található, amelyek közül néhányat szépen felújítottak.

## Flóra
A Karulai Nemzeti Parkban 431 különféle edényes növényfaj található, ezek közül néhány orchidea és holdruta jaj a fokozottan védett fajok közé tartozik. Vannak olyan gombafajok, amelyek Észtországban ritkák, például a különféle galócák és tejlebenyek.

## Fauna
Eddig tizenegy különböző pontyfélét azonosítottak a Karulai Nemzeti Parkban. Számos más édesvízi hal is előfordul itt, például a vágó csík nagyobb populációja. A nemzeti park 13 különböző darázsfajáról és kilenc hangyafajáról is ismert. Területén 157 madárfajt figyeltek meg, köztük a halászsas, a békászó sas, a haris és a fekete gólya a legjelentősebb.
A nemzeti park 42 emlősfajt sorol fel, köztük az északi késeidenevér, a vízi denevér és a durvavitorlájú törpedenevér a jelentősebb, a tavi denevér és az európai vidra különleges védelmet élvez.

## Galéria

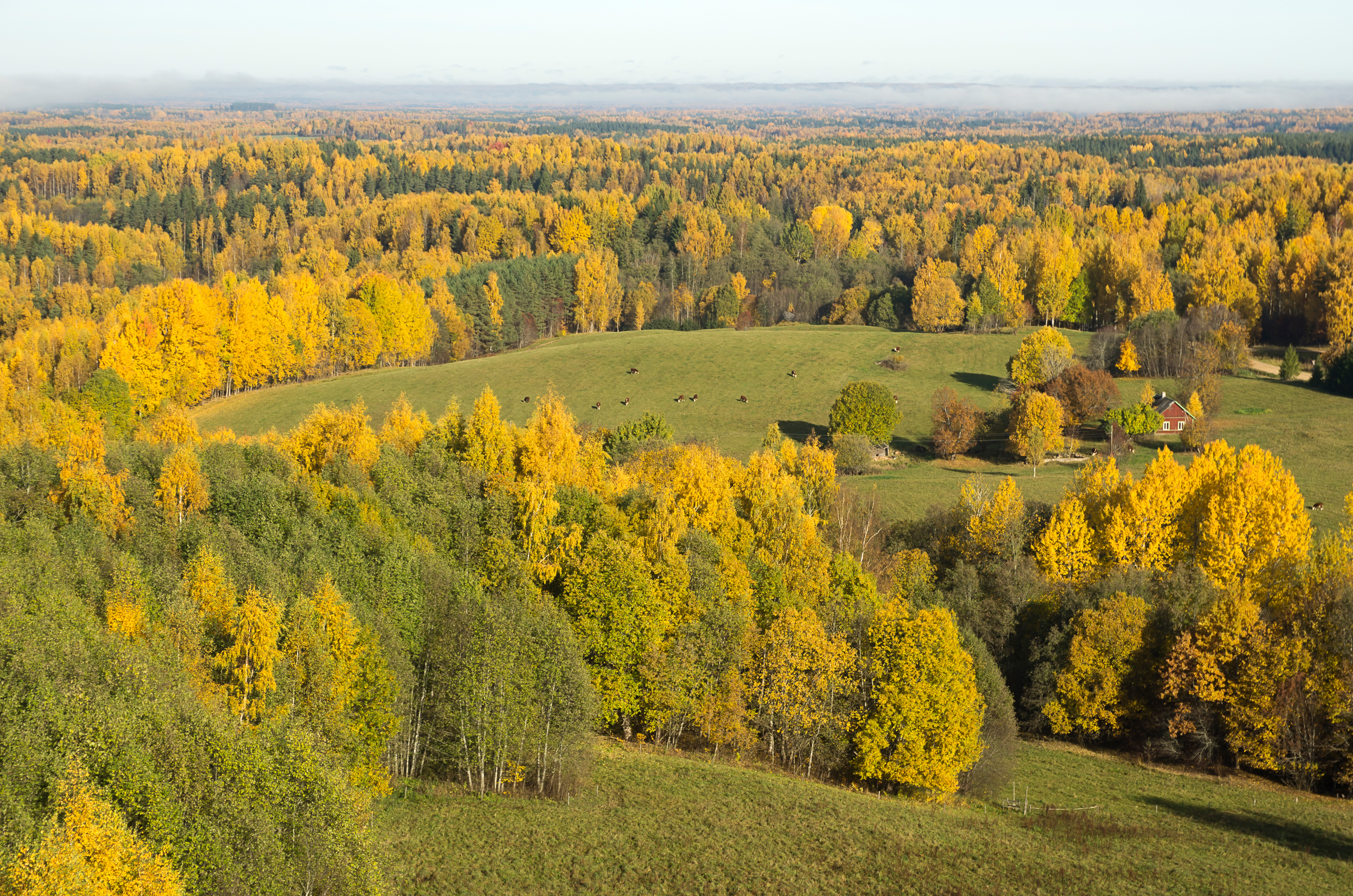
Tipikus erdős táj
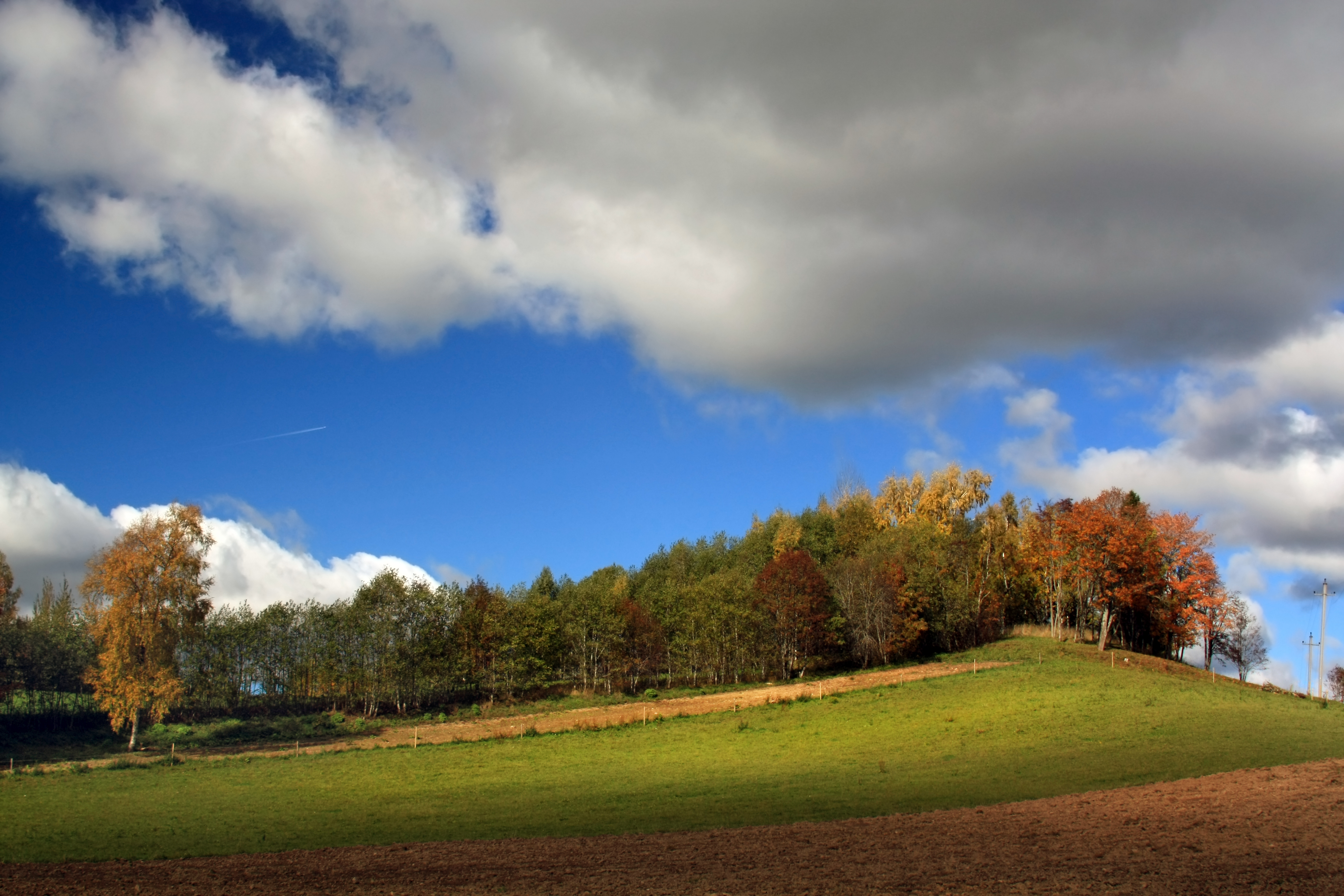
Jég formálta domb
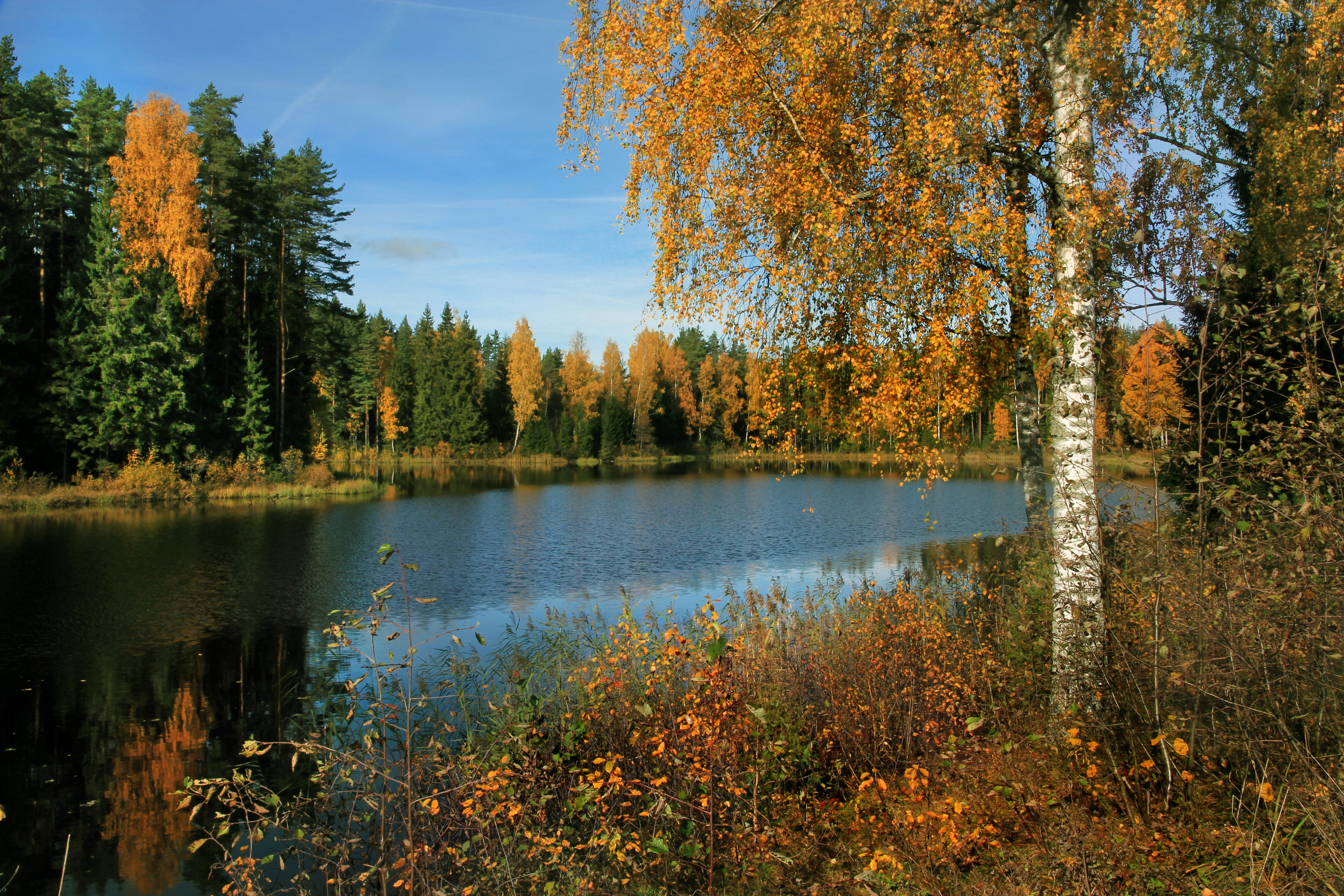
A Väikene Saarjärv
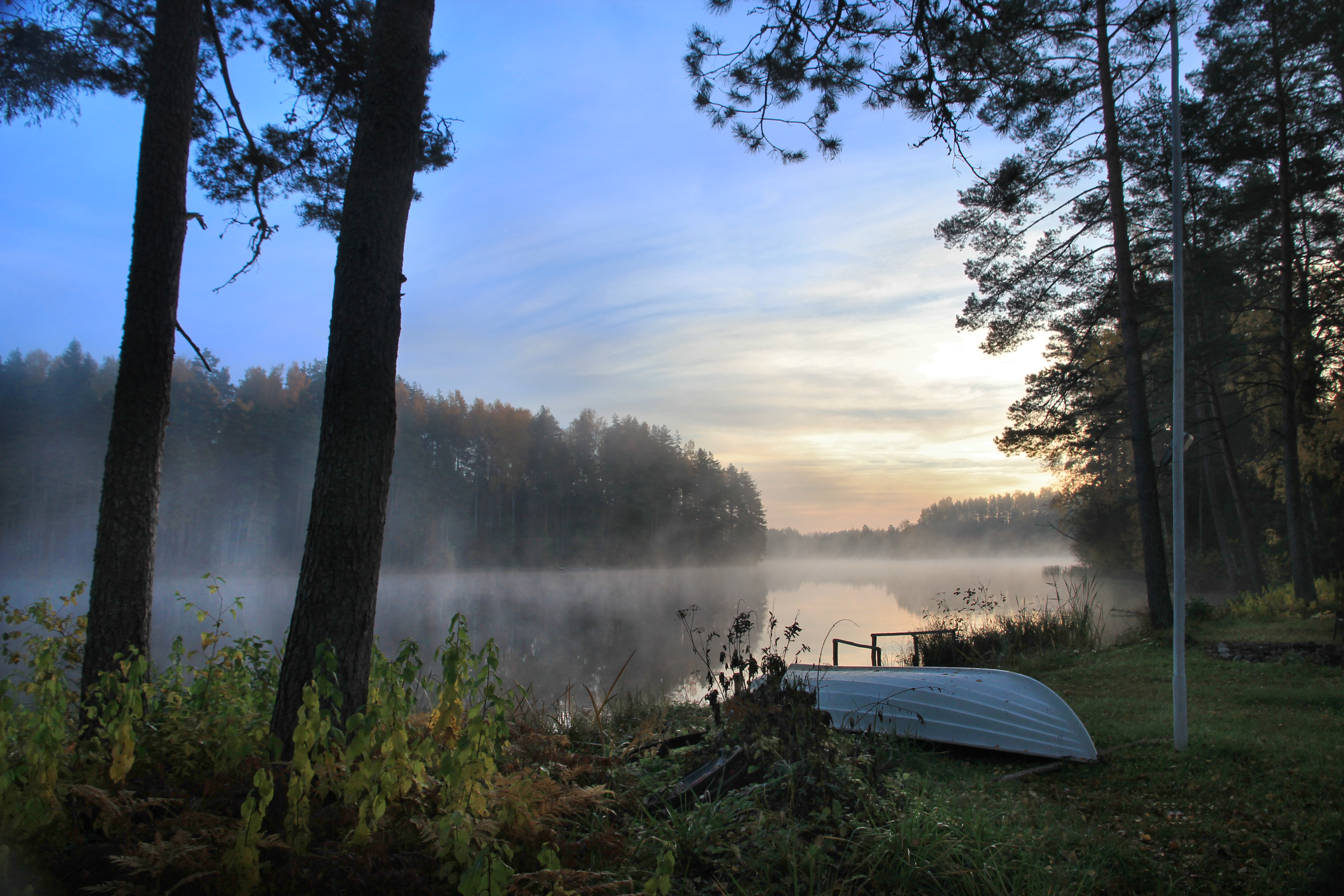
A Suur Saarjärv hajnalban
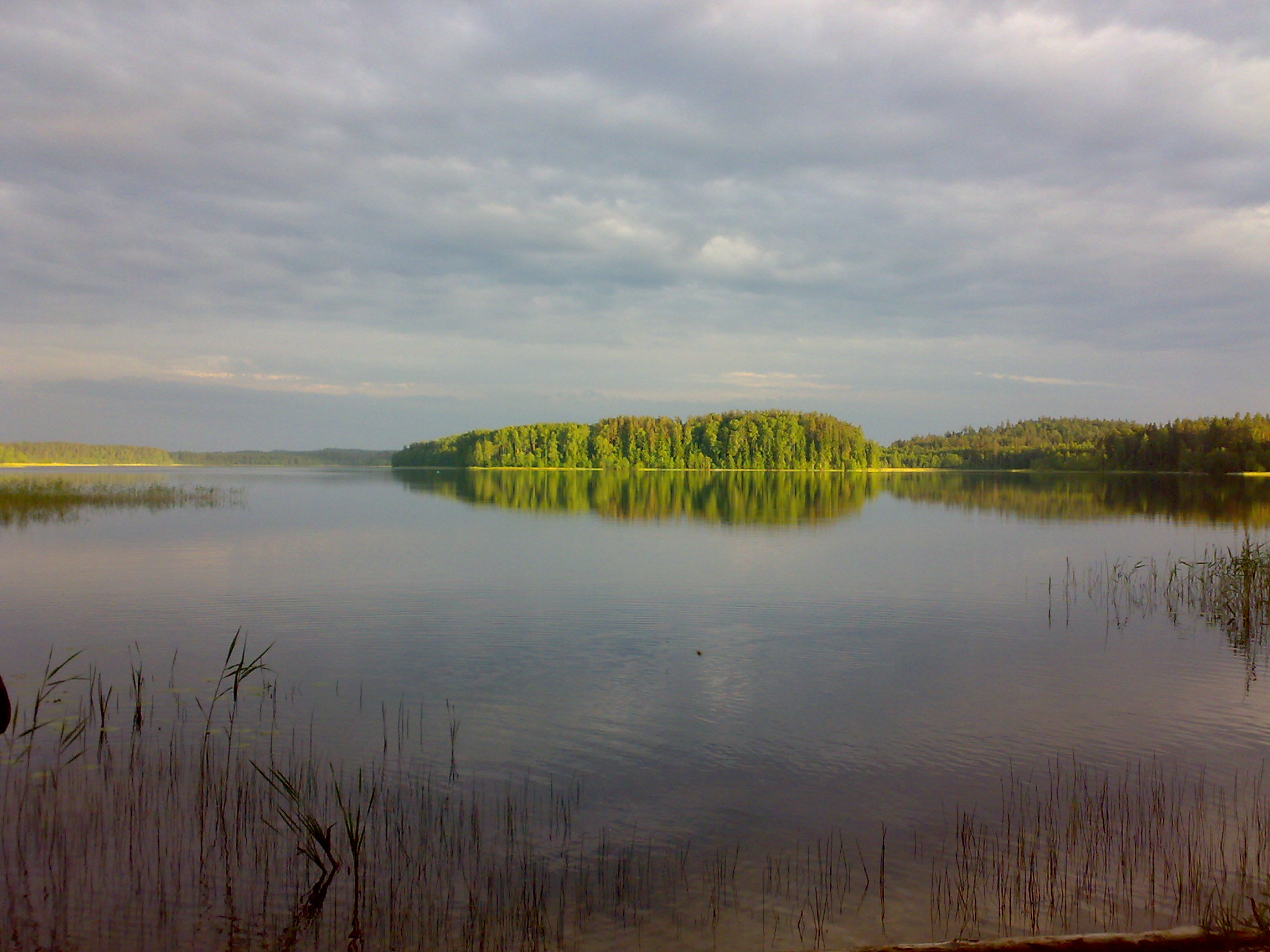
Az Ähijärv
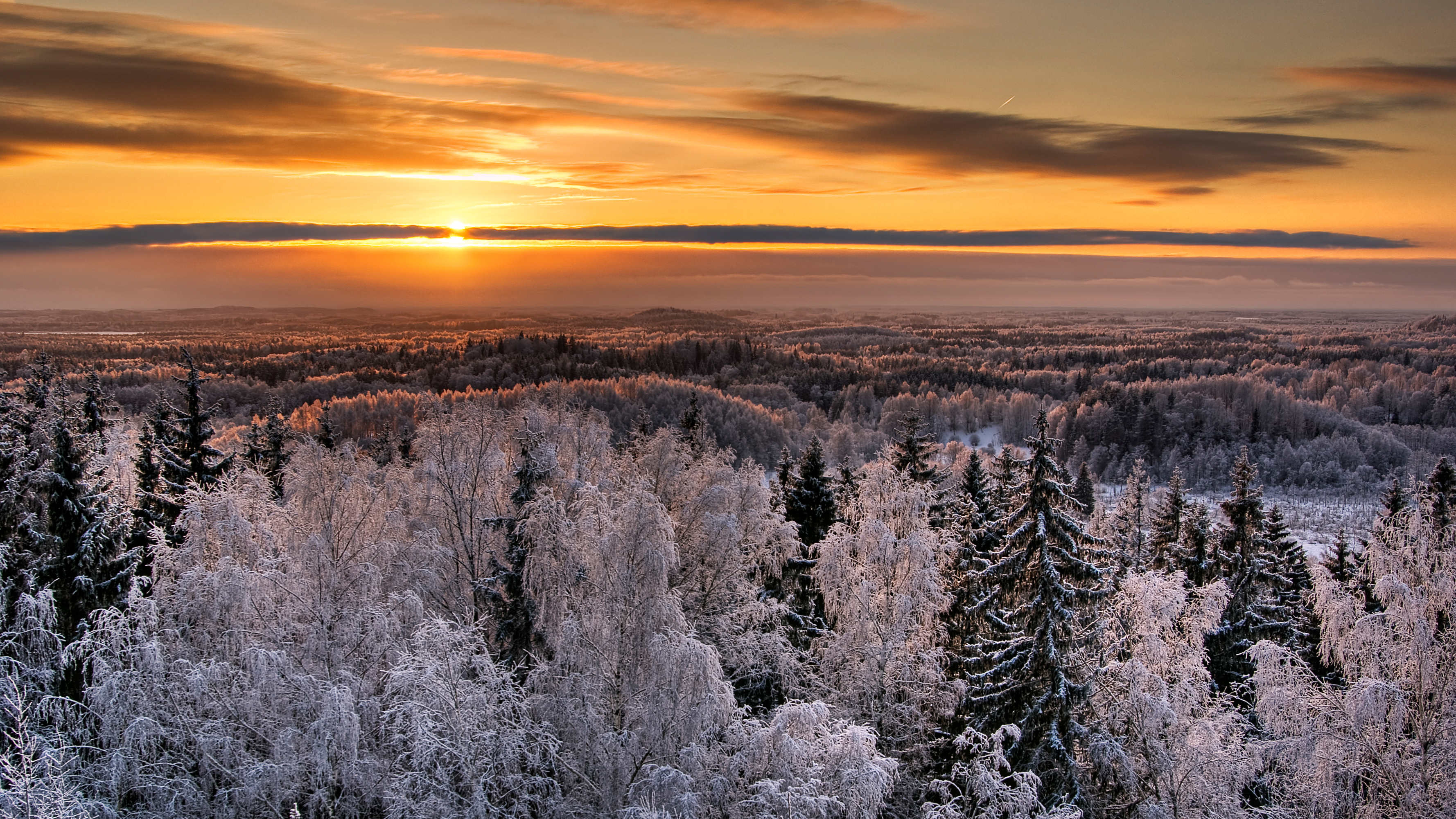
A nemzeti park télen
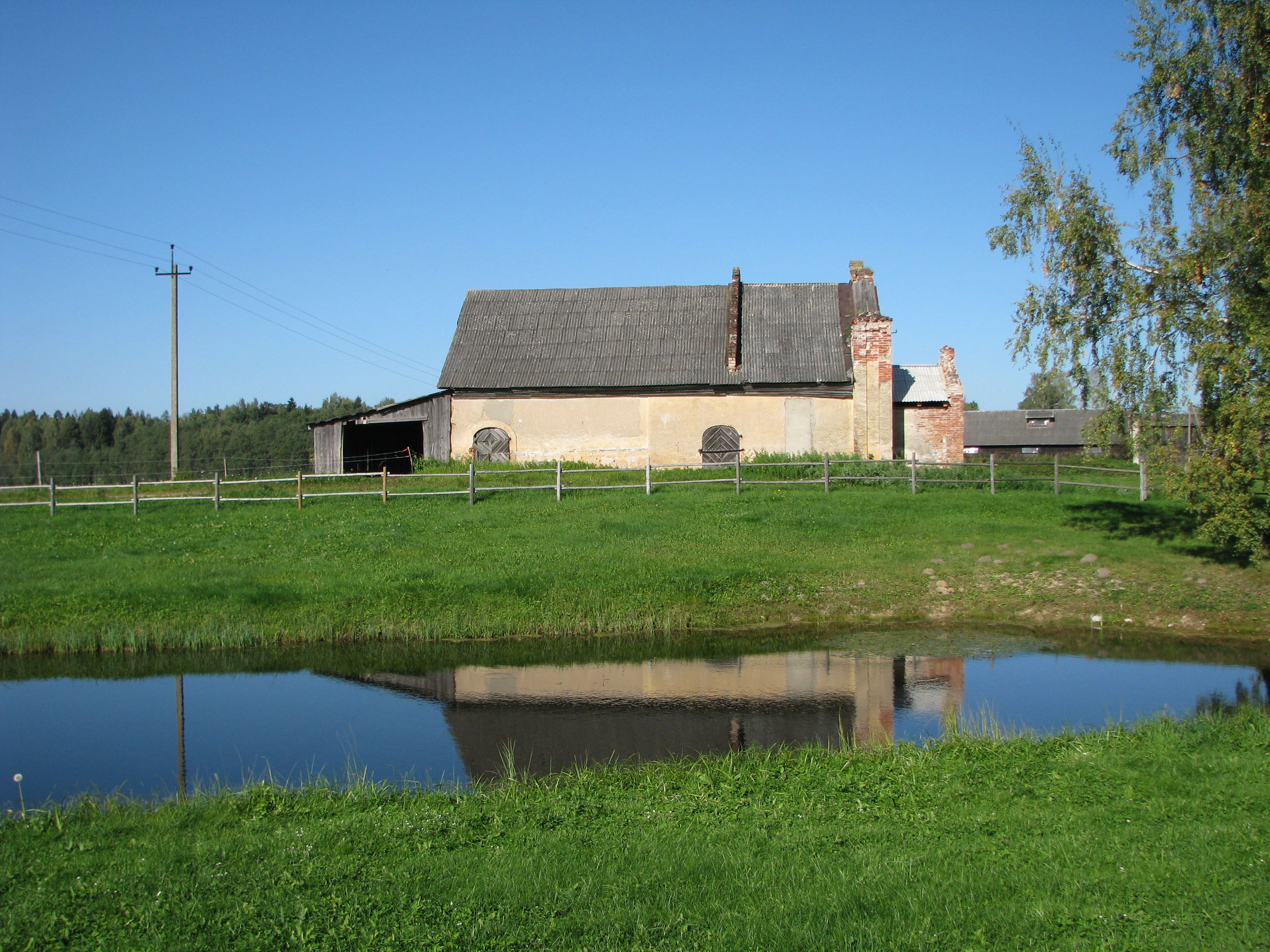
Hagyományos gazdasági épület

## Fordítás
- Ez a szócikk részben vagy egészben  a   Nationalpark Karula című német Wikipédia-szócikk ezen változatának fordításán alapul.  Az eredeti cikk szerkesztőit annak laptörténete sorolja fel. Ez a jelzés csupán a megfogalmazás eredetét és a szerzői jogokat jelzi, nem szolgál a cikkben szereplő információk forrásmegjelöléseként.